# 川口市指定文化財一覧
川口市指定文化財一覧（かわぐちししていぶんかざいいちらん）は、埼玉県川口市指定の文化財の一覧である。指定日などを掲載する。

## 概要
川口市立文化センターなどで文化財が展示・紹介されている。市指定は110件。なお、川口市立文化財センター分館となっている旧田中家住宅は2018年に国の重要文化財となった。2011年合併により、鳩ヶ谷市指定文化財が川口市指定文化財に編入された。

## 有形文化財 建造物
- 前川神社内本殿（昭和53年4月5日指定）
- 赤山山王権現社本殿付覆屋一棟・狛犬一対（平成6年8月18日指定）
- 柳崎氷川神社本殿（平成6年8月18日指定）
- 宝厳院仁王門（平成12年3月21日指定）
- 金剛寺山門（平成13年3月21日指定）
- 羽盡神社本殿（平成17年3月22日指定）
- 八雲社社殿（旧金山権現社社殿）（平成20年8月21日指定）

## 有形文化財 工芸品
- 安行吉岡氷川神社銅造懸仏（昭和51年2月19日指定）
- 弘化二年銘鰐口（昭和52年5月10日指定）
- 川口神社の神鏡（昭和52年5月10日指定）
- 弘治二年銘鰐口（昭和37年3月26日指定）
- 天保十年名銘天水鉢（平成28年4月21日指定）
- 明和三年銘半鐘（平成28年4月21日指定）
- 鉄製火鉢　明治三十五年一月喜道造ノ銘アリ（平成28年4月21日指定）

## 有形文化財 彫刻
- 源長寺の阿弥陀如来坐像（昭和53年4月5日指定）
- 木造如意輪観音坐像及び像内納入物（平成10年2月5日指定）
- 木造釈迦如来坐像（平成15年3月20日指定）
- 江戸袋氷川神社蔵仏像（平成15年3月20日指定）
- 木造日蓮上人坐像（平成8年8月1日指定）

## 有形文化財典籍 古文書
- 安井息軒書翰及び同家奉公人請状（昭和42年2月22日指定）
- 増田家鋳造関係古文書（昭和44年3月20日指定）
- 高島秋帆褒状（昭和44年3月20日指定）
- 赤山陣屋敷絵図面（昭和44年3月20日指定）
- 飯田家（地方）古文書（昭和47年11月16日指定）
- 新光寺文書（昭和48年5月24日指定）
- 早船家古文書（昭和51年2月19日指定）
- 羽盡神社朱印状（平成18年3月22日指定）
- 太閤秀吉の禁制（昭和37年3月26日指定）
- 小谷三志関係資料（8幅）（昭和46年5月24日指定）
- 北条氏印判状（昭和50年8月23日指定）
- 船津喜助家所蔵文書（10点）（昭和53年5月9日指定）
- 小谷三志筆和歌（6幅）（昭和53年5月9日指定）
- 富士講関係資料（569点）（昭和55年8月7日指定）
- 黒田家富士講関係文書（164点）（昭和58年12月1日指定）

## 有形文化財 考古資料
- 戸塚精進場遺跡出土品（昭和42年2月22日指定）
- 叺原遺跡出土蔵骨器（26点）（昭和60年1月9日指定）
- 赤山縄文遺跡出土遺物付トチの実（平成11年4月15日指定）
- 浦寺遺跡出土石器・付図面等関連資料一括（平成8年8月1日指定）
- 里字屋敷添第4遺跡出土暦応二年銘板碑一基・付出土板碑一括（平成16年8月6日指定）
- 前田字六反畑第1遺跡第1号井戸跡 井戸枠及び出土遺物一括（平成22年2月25日指定）

## 有形文化財 歴史資料
- 伊奈家頌徳碑（昭和48年5月24日指定）
- 妙法蓮華経版木（全五十三枚）（昭和48年5月24日指定）
- 元享二年銘宝篋印塔（昭和52年5月10日指定）
- 八幡宮石祠（伊奈忠順の碑文）（昭和52年5月10日指定）
- 大砲設計図（昭和44年3月20日指定）
- 長徳寺三十六歌仙絵扁額（平成5年12月24日指定）
- 福禄石炭ストーブコレクション及び関連資料（昭和44年3月20日指定）
- 文明三年銘庚申待供養板碑（平成21年5月21日指定）
- 永正十五年銘二十一仏庚申待供養板碑（平成21年5月21日指定）
- 道標（新四国八十八箇所札所五十九番標識）（昭和46年5月24日指定）
- 道標（庚申塔）（昭和46年5月24日指定）
- 阿弥陀三尊図像月待供養板碑（昭和46年5月24日指定）
- 元弘三年銘阿弥陀一尊板碑（昭和46年5月24日指定）
- 建武五年銘阿弥陀一尊板碑及び貞和四年銘阿弥陀一尊板碑（昭和46年5月24日指定）
- 享和四年銘算額（昭和48年10月31日指定）
- 永仁四年銘釈迦一尊板碑及び嘉暦四年銘阿弥陀三尊板碑（昭和50年10月29日指定）
- 蔵前橋の橋石（昭和49年10月30日指定）
- 暦応三年銘阿弥陀一尊板碑（昭和49年10月30日指定）
- 宿助成金御手形筐（昭和53年5月9日指定）
- 日光御成道絵図（昭和53年5月9日指定）
- 五榜の高札（徒党強訴逃散禁制・切支丹禁制）（昭和55年8月7日指定）
- 御宮地絵図面（鳩ヶ谷宿並絵図）（昭和55年8月7日指定）
- とんぼ橋の橋石（昭和55年8月7日指定）
- 五榜の高札（五倫の道遵守等）（昭和58年4月1日指定）
- 弘安六年銘阿弥陀三尊板碑（平成3年4月1日指定）
- 道標（地蔵菩薩）（平成25年8月23日指定）
- 道標（庚申塔）（平成25年8月23日指定）
- 「平剣」縞見本　付関連資料（平成30年3月22日指定）
- 「鍋平」商店鋳物問屋関係資料（平成30年3月22日指定）

## 有形民俗文化財
- だるま鞴（踏たたら）（昭和48年5月24日指定）
- 長徳寺の獅子頭及び神楽面（昭和54年5月2日指定）
- 寛文五年銘阿弥陀庚申塔（昭和58年4月1日指定）
- 寛文四年銘地蔵庚申塔（昭和58年4月1日指定）
- 須賀神社神輿（昭和58年4月1日指定）
- 曳き馬図絵馬（昭和58年12月1日指定）
- 鎌倉権五郎矢抜き図絵馬（昭和58年12月1日指定）
- 曳き馬図ガラス絵馬（昭和58年12月1日指定）
- 八幡神社祭礼図絵馬（昭和58年12月1日指定）
- 日光社参御小休所図絵馬（昭和58年12月1日指定）
- 川中島合戦図絵馬（昭和58年12月1日指定）
- 三条小鍛冶宗近図絵馬（昭和58年12月1日指定）
- 市神社（平成3年4月1日指定）
- 武者絵図絵馬（平成8年8月1日指定）
- 八幡木ばやしの神楽面・衣装・楽器（平成8年8月1日指定）
- 景清の牢破り図絵馬（平成24年9月5日指定）
- 浅間神社参拝図絵馬（平成24年9月5日指定）
- 伊勢太々神楽図絵馬（平成24年9月5日指定）
- 日光東照宮参拝図絵馬（平成24年9月5日指定）
- 寛永二十年銘山王二十一仏庚申塔（平成27年4月1日指定）
- 寛文十一年銘地蔵庚申塔（平成27年4月1日指定）

## 無形民俗文化財
- 安行藤八の獅子舞（昭和42年12月1日指定）
- 江戸袋の獅子舞（昭和47年11月16日指定）
- 安行原の蛇造り（昭和51年2月19日指定）
- 領家の囃子と神楽（昭和56年10月1日指定）
- 川口の木遣（平成10年2月5日指定）
- 八幡木ばやし（昭和55年8月7日指定）

## 史跡
- 平柳蔵人居館跡（昭和40年1月16日指定）
- 代官熊沢家の墓（昭和54年5月2日指定）
- 金剛寺経塚付出土品（平成6年8月18日指定）
- 凱旋橋跡付凱旋橋之碑（平成21年6月24日指定）
- 良賢・英賢の墓碑（昭和46年5月24日指定）
- 垂井知等の墓碑（昭和49年10月30日指定）
- 小谷三志の墓（昭和55年8月7日指定）
- 旧浦寺村の弁天池跡付元文元年・寛文九年銘の石碑2基（平成22年10月28日指定）

## 名勝
- 旧鋳物問屋鍋平別邸庭園（2006年3月22日指定）

## 天然記念物
- 真乗院のコウヤマキ（昭和41年3月1日指定）
- 慈星院のカヤ（昭和42年2月22日指定）
- 峯ヶ岡八幡神社の社叢
- 安行原イチリンソウ自生地
- 地蔵院のタブノキ